# Atherinopsidae
Atherinopsidae – rodzina ryb aterynokształtnych (Atheriniformes).

## Klasyfikacja
Rodzaje zaliczane do tej rodziny:
Atherinella — Atherinops — Atherinopsis — Basilichthys — Chirostoma — Colpichthys — Labidesthes — Leuresthes — Melanorhinus — Membras — Menidia — Odontesthes — Poblana